# Zingiber idae
Zingiber idae là một loài thực vật có hoa trong họ Gừng. Loài này được Ida Theilade mô tả năm 1999 dưới danh pháp Zingiber villosum, nhưng danh pháp này đã được Jonathan S. Stokes sử dụng năm 1812 khi chuyển Amomum villosum của João de Loureiro sang chi Zingiber (danh pháp chính thức hiện nay là Wurfbainia villosa (Lour.) Škorničk. & A.D.Poulsen, 2018). Vì thế, danh pháp Z. villosum của Theilade trở thành không hợp lệ (nom. illeg.). Năm 2002, Pramote Triboun và Kai Larsen đổi danh pháp thành Zingiber idae và hiệu chỉnh, bổ sung một vài mô tả khoa học khác.
Tên địa phương: khing khon, khing son tha ya.

## Mẫu định danh
Mẫu định danh: Beusekom C.F.v., Phengklai C., Geesink R. & Wongwan B. 3531; thu thập ở tọa độ 14°55′0″B 98°45′0″Đ / 14,91667°B 98,75°Đ; tại Huang Bankan, huyện Sai Yok, tỉnh Kanchanaburi, Thái Lan. Mẫu holotype lưu giữ tại Naturalis ở Leiden, Hà Lan (L); các isotype lưu giữ tại Cục Vườn quốc gia và Bảo tồn Động vật hoang dã và Thực vật ở Chatuchak, Bangkok (BKF), Đại học Copenhagen (C), Vườn Thực vật Hoàng gia tại Kew (K) và Bảo tàng Lịch sử Tự nhiên Quốc gia Pháp tại Paris (P).

## Từ nguyên
Tính từ định danh idea là để vinh danh tiến sĩ Ida Theilade vì những đóng góp của bà vào chi Zingiber ở Đông Nam Á.

## Phân bố
Loài này có từ vùng Sagaing ở tây bắc Myanmar cho tới tỉnh Kanchanaburi ở phía tây Thái Lan. Môi trường sống là rừng lá sớm rụng hỗn hợp và rừng với tre trúc trên đồi đá vôi, cao độ 250–800 m.

## Phân loại
Nó là một thành viên của nhóm Z. montanum; bao gồm Z. corallinum, Z. griffithii, Z. idae, Z. montanum, Z. neesanum, Z. purpureum, Z. tenuiscapus.

## Mô tả
Cây thảo thân rễ với chồi lá (thân lá) cao tới 1,25-1,8 m. Các bẹ lá và cuống lá có lông nhung. Lưỡi bẹ 2 thùy, dài 2–3 mm, có lông nhung. Lá thẳng tới hình trứng hình mác, 30-35 × 3-6,5 cm, mặt dưới và gân giữa có lông, đáy hình nêm, đỉnh nhọn thon tới hình đuôi. Cuống lá rất ngắn, có lông nhung. Cuống cụm hoa mọc từ thân rễ, thẳng đứng, thanh mảnh, dài 15–30 cm, với 5-7 bẹ có lông nhung. Cụm hoa hình thoi hẹp, 15-20 × 2-3,5 cm, đỉnh nhọn thon. Lá bắc 25-40, xếp lợp lỏng lẻo, hình mác, 4-5 × 1,3-1,5 cm, màu xanh lục sẫm chuyển thành đỏ-da cam khi tạo quả, có lông nhung cả hai mặt, đỉnh nhọn thon. Lá bắc con hình mác, 3,5-4 × 1-1,4 cm, có lông nhung mặt ngoài, mặt trong nhẵn nhụi. Hoa màu kem ánh trắng. Đài hoa nhẵn nhụi hoặc thưa lông; ống đài dài ~1,5 cm, các thùy 1 × 0,6-0,7 cm, đỉnh 3 răng nông. Tràng hoa dài ~6 cm, ống tràng dài ~2,9 cm; thùy tràng lưng 2,6-3 × 1,1-1,3 cm; các thùy tràng bên 2,2-2,5 × 0,6-0,7 cm. Cánh môi có khía răng cưa; thùy giữa 1,4-1,5 × 1,6 cm, đỉnh chia gần tới giữa, thùy giữa thanh mảnh dài ~4 mm; các thùy bên tương tự nhiều hay ít về hình dạng và kích thước, 4-8 × 6–7 mm. Bao phấn 11-12 × 3 mm. Phần phụ bao phấn màu trắng, dài ~1,3 cm, ngắn hơn đầu nhụy. Phấn hoa hình phỏng cầu, không lỗ hổng, 60-70 μm, phần đỉnh như vỏ não. Bầu nhụy ~4 × 3 mm, có lông nhung, 3 ngăn, 11-13 noãn mỗi ngăn. Quả nang hình elipxoit, có lông, 4-6 hạt mỗi ngăn. Hạt màu đen với áo hạt trắng, hình cầu, đường kính ~4 mm. Ra hoa tháng 6-7, tạo quả tháng 8-11. Thời gian nở hoa vào lúc 4-5 h chiều.
Tương tự như Z. montanum, nhưng khác biệt ở chỗ toàn thân cây có lông nhung và cụm hoa hình thoi hẹp, dài, thanh mảnh với các lá bắc nhọn thon, màu đỏ và các lá bắc cũng như lá bắc con dài hơn.